# ولاية باميان
ولاية باميان (باللغة الدَرية: ولایت بامیان) هي إحدی الولايات الـ 34 بأفغانستان تقع وسط البلاد. عاصمتها مدينة باميان نسمة بينما تبلغ مساحتها أکثر من 14175كم². التضاريس في ولاية باميان جبلية أو شبه جبلية، من الجهة الغربية تحدها سلسلة جبال جبال هندوكوش وكذلك مع سلسلة جبال الهيمالايا. المقاطعة مقسمة إلى ثماني مناطق، يبلغ عدد سكان المقاطعة حوالي 495,557 نسمة. تشکّل العاصمة الثقافية لقومية الهزارة وأغلبهم من الشيعة. يتحدث سکان باميان باللغة الدَرية. تاريخياً کانت منطقة وسط أفغانستان ذات أهمية إستراتيجية خاصة وفي نفس الوقت معبراً لعبور قوافل تجارية وسياح أجانب من الإمبراطورية الرومانية، الصين وجنوب ووسط قارة آسيا ومن هنا تجمع باميان عناصر مشترکة بين الحضارة الهلنستية والبوذية، لتشکّل نمطاً کلاسيکياً منفرداً يُعرف بالفن الإغريقي البوذي.

## التاريخ
کانت باميان ساحة مفتوحة للديانة البوذية والتي تضمّنت تماثيل البوذا العملاقة ومن أهمها التمثالين الشهيرين للبوذا وسط جبال مرتفعة يطلّان علی مدينة باميان الأثرية ويصل مقياسهما إلی 55 و 37 متراً. يجسد التمثالان مدی أهمية أعمال النحت في العالم ومن الممکن أنه قد تم نحتهما فی القرنين الرابع والخامس قبل الميلاد. اُعتبر تمثالا باميان من المعالم الأثرية والثقافية علی مدی التاريخ وتم إدراجهما في قائمة الأماکن التراثية العالمية لمنظمة اليونسکو.
فی مارس 2001م، اعتبر الزعيم الروحي لحرکة طالبان الملا محمد عمر تماثيل باميان بالمناهضة للشريعة الإسلامية وأضاف أنها تجسّد الهرطقة والديانة البوذية في البلاد، لذا أصدر مرسوماً بتدميرهما عبر اللجوء إلی استخدام البارود والقصف بالطائرات.
تشتهر باميان بجمالها الطبيعي، بينما يشکّل سد بحيرة الأمير غربي المحافظة وجهة هامة للسياح الأجانب والأفغان ولکن في الوقت الراهن تحتضن باميان قاعدة عسکرية لقوات نيوزيلندا ضمن إعادة إعمار الفريق الإقليمي وتعد من أکثر المناطق أمناً وسلاماً في أفغانستان وهي بذلك فتحت ذراعيها لجذب الاستثمارات والمشاريع التنموية.

## السياسة
تحکم باميان «حبيبة سرابي» وهي الحاکمة الأولی فی أفغانستان من بين النساء اللواتي وصلن إلی سدة الحکم الإقليمي وقررتها الحکومة المرکزية في عام 2005.

## المديريات
مدينة باميان، کهمرد، بنجاب، سيغان، شيبر، ورس ويکاولنک.